# Olympische Sommerspiele 1988/Synchronschwimmen – Solo
Das Synchronschwimmen im Solo bei den Olympischen Spielen 1988 in Seoul fand vom 26. bis 30. September 1988 in der Jamsil-Schwimmhalle statt.
Olympiasiegerin wurde die Kanadierin Carolyn Waldo, die 1984 noch die Silbermedaille gewann. Sie setzte sich unter anderem gegen Tracie Ruiz-Conforto aus den Vereinigten Staaten durch, gegen die sie in Los Angeles noch das Nachsehen hatte. Bronze ging mit Mikako Kotani erneut an eine Synchronschwimmerin aus Japan.
Insgesamt 46 Teilnehmerinnen gingen in einer Vorrunde mit einer technischen Übung an den Start. Die besten 18 Starterinnen absolvierten anschließend eine Kür, wobei nur eine Starterin pro Nation diese Wettkampfphase bestreiten durfte. Die acht besten Starterinnen aus Vorrunde und Kür traten im Finale an, das wiederum aus der Wertung der technischen Übung und einer erneuten Kür bestand.

## Ergebnisse

### Vorrunde
| Platz | Name                    | Nation             | Punkte  |
| ----- | ----------------------- | ------------------ | ------- |
| 01    | Carolyn Waldo           | Kanada             | 101,150 |
| 02    | Tracie Ruiz-Conforto    | Vereinigte Staaten | 98,633  |
| 03    | Sarah Josephson         | Vereinigte Staaten | 98,000  |
| 04    | Karen Josephson         | Vereinigte Staaten | 97,367  |
| 05    | Michelle Cameron        | Kanada             | 96,683  |
| 06    | Mikako Kotani           | Japan              | 94,250  |
| 07    | Muriel Hermine          | Frankreich         | 93,500  |
| 08    | Karin Larsen            | Kanada             | 92,250  |
| 09    | Miyako Tanaka           | Japan              | 91,267  |
| 10    | Karin Singer            | Schweiz            | 90,600  |
| 11    | Tatjana Titowa          | Sowjetunion        | 89,333  |
| 12    | Karine Schuler          | Frankreich         | 89,050  |
| 13    | Nicola Shearn           | Großbritannien     | 88,733  |
| 14    | Megumi Itō              | Japan              | 88,517  |
| 15    | Anne Capron             | Frankreich         | 88,133  |
| 16    | Marija Tschernjajewa    | Sowjetunion        | 88,000  |
| 17    | Edith Boss              | Schweiz            | 87,300  |
| 18    | Christina Thalassinidou | Sowjetunion        | 87,050  |
| 19    | Gerlind Scheller        | BR Deutschland     | 85,583  |
| 20    | Marie Jacobsson         | Schweden           | 84,800  |
| 21    | Érika MacDavid          | Brasilien          | 84,733  |
| 21    | Sonia Cárdeñas          | Mexiko             | 84,733  |
| 23    | Lourdes Candini         | Mexiko             | 84,533  |
| 24    | Claudia Peczinka        | Schweiz            | 84,067  |
| 25    | Lian Goodwin            | Großbritannien     | 83,817  |
| 26    | María Elena Giusti      | Venezuela          | 83,733  |
| 27    | Kim Mi-jinsu            | Südkorea           | 83,650  |
| 28    | Tan Min                 | China              | 83,600  |
| 29    | Susana Candini          | Mexiko             | 83,067  |
| 30    | Paula Carvalho          | Brasilien          | 82,517  |
| 31    | Eva Riera               | Brasilien          | 82,117  |
| 32    | Heike Friedrich         | BR Deutschland     | 82,000  |
| 33    | Luo Xi                  | China              | 81,883  |
| 34    | Zhang Ying              | China              | 81,150  |
| 35    | Ha Soo-kyung            | Südkorea           | 80,750  |
| 36    | Lisa Lieschke           | Australien         | 80,433  |
| 36    | Doris Eisenhofer        | BR Deutschland     | 80,433  |
| 38    | Choi Jeong-yun          | Südkorea           | 79,150  |
| 39    | Eva López               | Spanien            | 78,983  |
| 40    | Semon Rohloff           | Australien         | 78,850  |
| 41    | Patricia Serneels       | Belgien            | 78,750  |
| 42    | Núria Ayala             | Spanien            | 75,967  |
| 43    | Yvette Thuis            | Aruba              | 74,266  |
| 44    | Marta Amorós            | Spanien            | 74,100  |
| 45    | Roswitha Lopez          | Aruba              | 70,483  |
| —     | Joanne Seeburg          | Großbritannien     | DNF     |

### Qualifikation
| Platz | Name                    | Nation             | Technik | Kür   | Gesamt  |
| ----- | ----------------------- | ------------------ | ------- | ----- | ------- |
| 01    | Carolyn Waldo           | Kanada             | 101,150 | 98,20 | 199,350 |
| 02    | Tracie Ruiz-Conforto    | Vereinigte Staaten | 98,633  | 98,40 | 197,033 |
| 03    | Mikako Kotani           | Japan              | 94,250  | 97,00 | 191,250 |
| 04    | Muriel Hermine          | Frankreich         | 93,500  | 95,60 | 189,100 |
| 05    | Karin Singer            | Schweiz            | 90,600  | 94,40 | 185,000 |
| 06    | Nicola Shearn           | Großbritannien     | 88,733  | 92,60 | 181,333 |
| 07    | Christina Thalassinidou | Sowjetunion        | 87,050  | 93,60 | 180,650 |
| 08    | Gerlind Scheller        | BR Deutschland     | 85,583  | 88,60 | 174,183 |
| 09    | Marie Jacobsson         | Schweden           | 84,800  | 88,00 | 172,800 |
| 10    | Lourdes Candini         | Mexiko             | 84,533  | 88,00 | 172,533 |
| 11    | Zhang Ying              | China              | 81,150  | 89,60 | 170,750 |
| 12    | Ha Soo-kyung            | Südkorea           | 80,750  | 89,20 | 169,950 |
| 13    | María Elena Giusti      | Venezuela          | 83,733  | 85,60 | 169,333 |
| 14    | Eva López               | Spanien            | 78,983  | 88,40 | 167,383 |
| 15    | Paula Carvalho          | Brasilien          | 82,517  | 83,80 | 166,317 |
| 16    | Lisa Lieschke           | Australien         | 80,433  | 85,20 | 165,633 |
| 17    | Patricia Serneels       | Belgien            | 78,750  | 85,80 | 164,550 |
| 18    | Roswitha Lopez          | Aruba              | 70,483  | 80,20 | 150,683 |

### Finale
| Platz | Name                    | Nation             | Technik | Kür   | Gesamt  |
| ----- | ----------------------- | ------------------ | ------- | ----- | ------- |
| 1     | Carolyn Waldo           | Kanada             | 101,150 | 99,00 | 200,150 |
| 2     | Tracie Ruiz-Conforto    | Vereinigte Staaten | 98,633  | 99,00 | 197,633 |
| 3     | Mikako Kotani           | Japan              | 94,250  | 97,60 | 191,850 |
| 4     | Muriel Hermine          | Frankreich         | 93,500  | 96,60 | 190,100 |
| 5     | Karin Singer            | Schweiz            | 90,600  | 95,00 | 185,600 |
| 6     | Nicola Shearn           | Großbritannien     | 88,733  | 93,20 | 181,933 |
| 7     | Christina Thalassinidou | Sowjetunion        | 87,050  | 93,60 | 180,650 |
| 8     | Gerlind Scheller        | BR Deutschland     | 85,583  | 90,40 | 175,983 |